# L'assassino ha lasciato la firma
L'assassino ha lasciato la firma (titolo originale Cop Hater), uscito nel 1956,  è il primo romanzo di Ed McBain dedicato alla serie dell'87º Distretto.  Dal romanzo è stato tratto il film omonimo L'assassino ha lasciato la firma (Cop Hater) del 1958 diretto da William Berke.

## Trama
Un assassino spietato con la sua .45 sta terrorizzando l'87º Distretto. Le vittime, stavolta, sono i poliziotti stessi, lasciati morti sull'asfalto caldo di un'estate torrida. Mentre Steve Carella approfondisce la sua storia sentimentale con una bella e dolce ragazza sordomuta, Teddy, deve anche cercare lo spietato assassino. Morte e dolcezza, atrocità e affetto si incontrano ancora una volta. Il dramma è alle porte, ma il prezzo da pagare sarà decisamente alto.

## Edizioni in italiano
Il romanzo è stato pubblicato per la prima volta in Italia nel 1958, nella collana dei Gialli Giumar, tradotto da Marilena Damiani.
In seguito è stato pubblicato più volte da Mondadori, sia nella collana I Classici del Giallo (due volte: n. 170 e n. 772) sia nel 1986 negli Oscar Mondadori (n. 1884) con la traduzione di Andreina Negretti. Il titolo italiano, come è accaduto molto spesso nei decenni passati, non rispecchia l'originale la cui traduzione letterale è Colui che odia gli sbirri.
Nel 2017 Einaudi ha pubblicato una nuova edizione del romanzo, sempre nella versione di Andreina Negretti, col titolo Odio gli sbirri.

## Commento
Lo stile è già quello maturo che spopolerà in tutto il mondo, sebbene non ancora del tutto definito. Già presenti alcuni personaggi chiave della serie, tra i quali spicca colui che sarà l'indiscusso protagonista di 50 anni di storie: Steve Carella.
Un romanzo che ha fatto la storia del genere, iniziando un percorso seguito tuttora da decine di scrittori e ripreso dalle più famose serie televisive (CSI, NCIS, Distretto di Polizia, etc).

## Edizioni
- Ed McBain, L'assassino ha lasciato la firma, traduzione di Marilena Damiani, Giumar, 1958,  p. 238.
- Ed McBain, L'assassino ha lasciato la firma, traduzione di Andreina Negretti, collana I Classici del Giallo, n. 170, Arnoldo Mondadori Editore, 1973,  p. 179.
- Ed McBain, L'assassino ha lasciato la firma, traduzione di Andreina Negretti, collana Oscar Gialli, n.147, Arnoldo Mondadori Editore, 1986,  p. 179.
- Ed McBain, L'assassino ha lasciato la firma, traduzione di Andreina Negretti, collana I Classici del Giallo, n.772, Arnoldo Mondadori Editore, 1996,  p. 218.
- Ed McBain, Odio gli sbirri, traduzione di Andreina Negretti, collana Stile Libero, Einaudi, 2017,  p. 235, ISBN 978-88-06-23533-8.